# Val Avery
Pour les articles homonymes, voir Avery.
Val Avery est un acteur américain d'ascendance arménienne, né Sebouh Der Abrahamian le 14 juillet 1924 à Philadelphie (Pennsylvanie), mort le 12 décembre 2009 à New York — Quartier de Greenwich Village (État de New York).

## Biographie
Au cinéma, Val Avery (pseudonyme) contribue à soixante films, majoritairement américains, le premier — dans un petit rôle non crédité — étant Plus dure sera la chute de Mark Robson (avec Humphrey Bogart et Rod Steiger), sorti en 1956. Le dernier est Blueberry, l'expérience secrète de Jan Kounen (film franco-américano-mexicain, avec Vincent Cassel et Juliette Lewis), sorti en 2004.
Dans l'intervalle, il tourne notamment sous la direction de John Sturges (trois westerns, dont Le Dernier Train de Gun Hill en 1959, avec Kirk Douglas et Anthony Quinn), Martin Ritt (cinq films, dont Le Plus Sauvage d'entre tous en 1963, avec Paul Newman et Melvyn Douglas), John Cassavetes (cinq films, dont Minnie et Moskowitz en 1971, avec Gena Rowlands et Seymour Cassel) et Stuart Rosenberg (cinq films, dont Le Pape de Greenwich Village en 1984, avec Mickey Rourke et Eric Roberts).
Mentionnons encore Les Intouchables de Giuliano Montaldo (film italien, 1968, avec John Cassavetes, Britt Ekland et Peter Falk), Papillon de Franklin J. Schaffner (1973, avec Steve McQueen et Dustin Hoffman), Cobra de George Cosmatos (1986, avec Sylvester Stallone et Brigitte Nielsen), ainsi que Donnie Brasco de Mike Newell (1997, avec Al Pacino et Johnny Depp).
Pour la télévision, entre 1953 et 2001, il participe à onze téléfilms et quatre-vingt-quatorze séries, dont Les Incorruptibles (deux épisodes, 1960), Les Mystères de l'Ouest (deux épisodes, 1966-1967), Columbo (quatre épisodes, 1971-1975) et New York, police judiciaire (deux épisodes, 1991-1996). Sa dernière série, en 2001, est Tribunal central.
Au théâtre, Val Avery joue à Broadway dans deux comédies musicales en 1962 et 1964, puis dans la pièce de Ben Hecht et Charles MacArthur The Front Page (en), en 1969-1970 (aux côtés notamment de Peggy Cass, James Flavin, Helen Hayes et Robert Ryan). Il se produit également Off-Broadway de 1998 à 2000, dans la pièce de Joe DiPietro (en) Over the River and Through the Woods.

## Filmographie partielle

### Cinéma
(films américains, sauf mention contraire ou complémentaire)
- 1956 : Plus dure sera la chute (The Harder They Fall) de Mark Robson : Frank
- 1957 : L'Homme qui tua la peur (Edge of the City) de Martin Ritt : Brother
- 1958 : Bagarres au King Créole (King Creole) de Michael Curtiz : Ralph
- 1958 : Les Feux de l'été (The Long, Hot Summer) de Martin Ritt : Wilk
- 1959 : Le Dernier Train de Gun Hill (Last Train from Gun Hill) de John Sturges : Steve (le barman)
- 1960 : Les Sept Mercenaires (The Magnificent Seven) de John Sturges : Henry (le vendeur de corsets)
- 1961 : La Ballade des sans-espoir (Too Late Blues) de John Cassavetes : Milt Frielobe
- 1962 : Requiem pour un champion (Requiem for a Heavyweight) de Ralph Nelson : Le manager du jeune boxeur

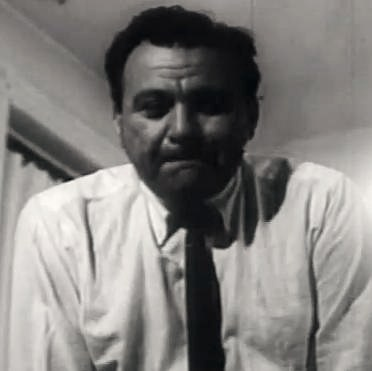
Dans L'Emprise du vice (1965)

- 1963 : Le Plus Sauvage d'entre tous (Hud) de Martin Ritt : José
- 1963 : Une certaine rencontre (Love with the Proper Stranger) de Robert Mulligan : Stein
- 1965 : Sur la piste de la grande caravane (The Hallelujah Trail) de John Sturges : Le barman à Denver
- 1965 : L'Emprise du vice (Satan's Bed) de Michael Findlay : rôle non spécifié
- 1965 : L'Enquête (Sylvia) de Gordon Douglas : Pudgey Smith
- 1966 : Nevada Smith d'Henry Hathaway : Buck Mason
- 1966 : Le Hold-up du siècle (Assault on a Queen) de Jack Donohue :
- 1967 : Hombre de Martin Ritt : Delgado
- 1968 : Faces de John Cassavetes : Jim McCarthy
- 1968 : La Jungle aux diamants (The Pink Jungle) de Delbert Mann : Rodriguez
- 1968 : Les Intouchables (Gli intoccabili) de Giuliano Montaldo (film italien) : Chuck Regan
- 1968 : Les Frères siciliens (The Brotherhood) de Martin Ritt : Jake Rotherman
- 1969 : A Dream of Kings de Daniel Mann : Fatsas
- 1970 : Le Bourreau (The Traveling Executioner) de Jack Smight : Jake
- 1971 : Who Says I Can't Ride a Rainbow? d'Edward Mann : Le marshal
- 1971 : Minnie et Moskowitz (Minnie and Moskowitz) de John Cassavetes : Zelmo Swift
- 1971 : Point limite zéro (Vanishing Point) de Richard C. Sarafian : Un officier de police
- 1971 : Le Dossier Anderson (The Anderson Tapes) de Sidney Lumet : Parelli
- 1973 : Papillon de Franklin J. Schaffner : Pascal
- 1973 : Le Flic ricanant (The Laughing Policeman) de Stuart Rosenberg : Inspecteur John Pappas
- 1973 : Black Caesar, le parrain de Harlem (Black Caesar) de Larry Cohen  : Cardoza
- 1974 : The Legend of Hillbilly John de John Newland : Cobart
- 1975 : Le Coup à refaire (Let's Go It Again) de Sidney Poitier : Lieutenant Bottomley
- 1975 : Les Aventuriers du Lucky Lady (Lucky Lady) de Stanley Donen : Dolph
- 1976 : Meurtre d'un bookmaker chinois (The Killing of a Chinese Bookie) de John Cassavetes : Blair Benoit
- 1976 : Deux Farfelus à New York (Harry and Walter Go to New York) de Mark Rydell : Chatsworth
- 1977 : Héros (Heroes) de Jeremy Kagan : Le chauffeur de bus
- 1979 : Avec les compliments de Charlie (Love and Bullets) de Stuart Rosenberg : Caruso
- 1979 : Les Seigneurs (The Wanderers) de Philip Kaufman : M. Sharp
- 1979 : Amityville : La Maison du diable (The Amityville Horror) de Stuart Rosenberg : Sergent Gionfriddo
- 1980 : Gloria de John Cassavetes : Sill
- 1980 : Brubaker de Stuart Rosenberg : Wendel
- 1981 : L'Anti-gang (Sharky's Machine) de Burt Reynolds : Détective Ted Roper
- 1981 : Continental Divide, de Michael Apted : Yablonowitz
- 1982 : La Flambeuse de Las Vegas (Jinxed!) de Don Siegel : Milt Hawkins
- 1983 : L'Arnaque 2 (The Sting II) de Jeremy Kagan : O'Malley
- 1983 : Hold-up en jupons (Easy Money) de James Signorelli
- 1984 : Le Pape de Greenwich Village (The Pope of Greenwich Village) de Stuart Rosenberg : Nunzi
- 1986 : Le Convoyeur (The Messenger) de Fred Williamson (film italo-américain) : Clark
- 1986 : Cobra de George Cosmatos : Le chef Halliwell
- 1997 : Donnie Brasco de Mike Newell : Santo Trafficante Junior
- 1998 : A Fish in the Bathtub de Joan Micklin Silver
- 2004 : Blueberry, l'expérience secrète de Jan Kounen (film franco-américano-mexicain) : Le juge

### Télévision

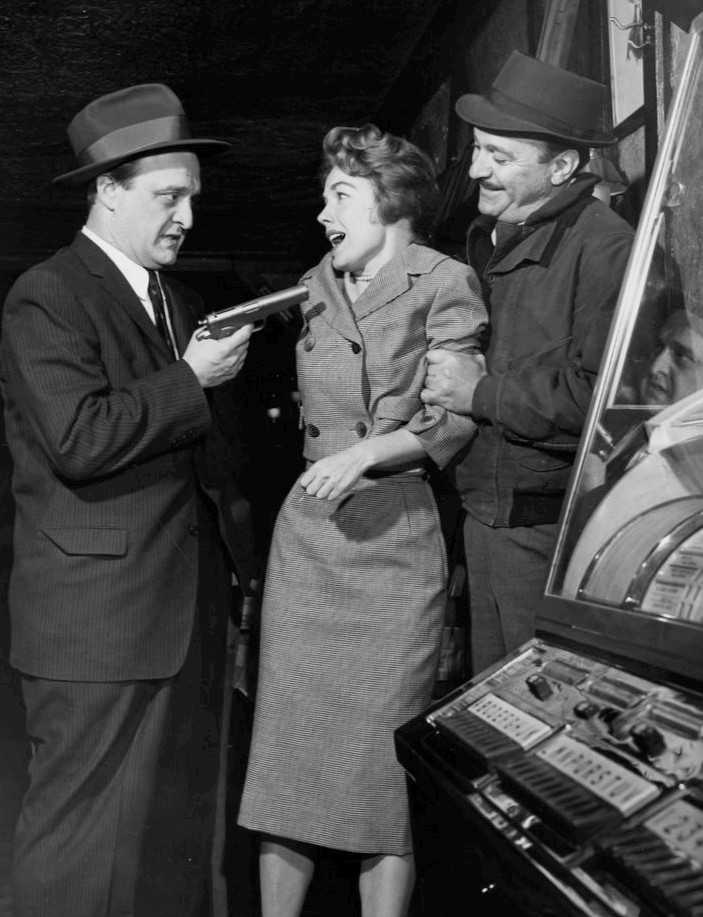
Avec Vincent Gardenia (à g.) et Virginia Gibson, dans la série Armstrong Circle Theatre, épisode Sound of Violence (1959, photo promotionnelle)

#### Séries télévisées
- 1957-1969 : Gunsmoke ou Police des plaines (Gunsmoke ou Marshal Dillon)
  - Saison 3, épisode 13 Cows and Cribs (1957) de Richard Whorf : Joe Nadler
  - Saison 10, épisode 29 Twenty Miles from Dodge (1965) de Mark Rydell : Dorner
  - Saison 12, épisode 23 The Lure (1967) de Marc Daniels : Trent
  - Saison 15, épisode 6 A Man Called « Smith » (1969) de Vincent McEveety : Bull Anders
- 1959 : Peter Gunn
  - Saison 2, épisode 1 Protection de Boris Sagal : Un truand
- 1959 : Mike Hammer (Mickey Spillane's Mike Hammer)
  - Saison 2, épisode 39 Goodbye, Al : Shérif Jenkins
- 1959 : Johnny Staccato
  - Saison unique, épisode 6 Viva Paco (Viva, Paco!) : Corky Lewis
- 1960 : Les Incorruptibles (The Untouchables)
  - Saison 1, épisode 26 Banque privée (The Underworld Bank) de Stuart Rosenberg : Johnny « L'Exécuteur »
  - Saison 2, épisode 6 Neutralité dangereuse (A Seat on the Fence) de Walter Grauman : Frank Salinas
- 1960 : Bonanza
  - Saison 2, épisode 9 Breed of Violence de John Florea : Shérif Trev Kincaid
- 1960 : Hong Kong
  - Saison unique, épisode 9 The Turncoat d'Ida Lupino : Michael Fortune
- 1960 : La Quatrième Dimension (The Twilight Zone)
  - Saison 2, épisode 11 La Nuit de Noël (The Night of the Meek) de Jack Smight : Le barman
- 1961 : Rawhide
  - Saison 3, épisode 28 Blackstorm père et fils (Incident of the Blackstorms) de R. G. Springsteen : Le shérif
- 1963 : Les Accusés (The Defenders)
  - Saison 2, épisode 32 Everybody Else Is Dead de Paul Bogart : Mac Peters
  - Saison 3, épisode 7 The Star Spangled Ghetto : Strafaci
- 1963-1964 : East Side/West Side
  - Saison unique, épisode 5 I Before E Except After C (1963) de Daniel Petrie, épisode 6 No Wings at All (1963) de Marc Daniels, épisode 14 The $5.98 Dress (1964), épisode 21 The Passion of the Nickel Player (1964) de Charles S. Dubin et épisode 22 Take Sides with the Sun (1964) : Lieutenant Al Costello
- 1964-1965 : Les Monstres (The Munsters)
  - Saison 1, épisode 11 La Promenade de minuit (The Midnight Ride of Herman Munster, 1964) d'Ezra Stone : Marty
  - Saison 2, épisode 2 L'Espion (Herman, the Master Spy, 1965) d'Ezra Stone : Le commissaire
- 1965 : Daniel Boone
  - Saison 2, épisode 5 The Old Man and the Cave de George Marshall : Watowah
- 1965 : Max la Menace (Get Smart)
  - Saison 1, épisode 6 Pas vu, pas pris (Now You See Him, Now You Don't de Paul Bogart : Le premier agent de KAOS
- 1965-1967 : Le Fugitif (The Fugitive)
  - Saison 2, épisode 22 Moon Child (1965) d'Alexander Singer : Burns
  - Saison 3, épisode 1 Wings of an Angel (1965 - Jerry Kulik) de William A. Graham et épisode 23 The Chinese Sunset (1966 - Gordie)
  - Saison 4, épisode 15 Run the Man Down (1966) : Jim Ross
- 1966 : Le Virginien (The Virginian)
  - Saison 4, épisode 22 Harvest of Strangers de Paul Stanley : Jim Sunderland
- 1966 : Match contre la vie (Run for Your Life)
  - Saison 1, épisode 27 Night Train from Chicago de Richard Benedict : Le deuxième homme
- 1966 : Brigade criminelle (Felony Squad)
  - Saison 1, épisode 4 Strike Out : Gene Hardy
- 1966 : Les Espions (I Spy)
  - Saison 2, épisode 8 Usage de faux (Will the Real Good Guys Please Stand Up?) de Richard C. Sarafian : Josef
- 1966 : Laredo
  - Saison 2, épisode 10 Road to San Remo : Shérif Daniels
- 1966-1967 : Les Mystères de l'Ouest (The Wild Wild West)
  - Saison 1, épisode 20 La Nuit de l'attentat (The Night of the Whirring Death, 1966) de Mark Rydell : John Crane
  - Saison 3, épisode 1 La Nuit de la constitution (The Night of the Bubbling Death, 1967)
- 1966-1974 : Sur la piste du crime (The F.B.I.)
  - Saison 1, épisode 16 The Forests of the Night (1966) de Christian Nyby : Roy Sumner
  - Saison 2, épisode 4 The Cave-In (1966) de Paul Wendkos : Carn
  - Saison 8, épisode 14 The Outcast (1972) de Virgil W. Vogel : rôle non spécifié
  - Saison 9, épisode 13 A Piece of the Action (1974) de Don Medford : Max Horton
- 1967 : Les Envahisseurs (The Invaders)
  - Saison 1, épisode 3 La Mutation (The Mutation) de Paul Wendkos : Le manager
- 1967 : Le Cheval de fer (Iron Horse)
  - Saison 1, épisode 26 The Passenger : Grimes
- 1968-1971 : La Nouvelle Équipe (The Mod Squad)
  - Saison 1, épisode 3 My What a Pretty Bus (1968) : Turk
  - Saison 4, épisode 4 Survival (1971) : rôle non spécifié
- 1968-1972 : Mission impossible (Mission : Impossible)
  - Saison 3, épisode 5 L'Exécution (The Execution, 1968 - Al Ross) d'Alexander Singer et épisode 15 Le Système (The System, 1969 - Victor Constantine) de Robert Gist
  - Saison 6, épisode 7 Thérapie de groupe (Encounter, 1971) : Frank Brady
  - Saison 7, épisode 13 Le Pantin (The Puppet, 1972) de Lewis Allen : Augie Leach
- 1970 : Les Règles du jeu (The Name of the Game)
  - Saison 3, épisode 3 Cynthia Is Alive and Living in Avalon de Gene Levitt : Mike
- 1970-1974 : Mannix
  - Saison 4, épisode 6 Les 72 heures (The Lost Art of Dying, 1970) de Fernando Lamas : Harry Ruxton
  - Saison 5, épisode 7 La Course dans la nuit (Run Till Dark, 1971) : Mel Cooley
  - Saison 7, épisode 18 Soupçons (Walk a Double Line, 1974) de Leslie H. Martinson : Doyle
  - Saison 8, épisode 7 A Small Favor for an Old Friend (1974) de Paul Krasny : Vanaman
- 1971-1972 : Un shérif à New York (McCloud)
  - Saison 2, épisode 2 Top of the World, Ma! (1971 - Gruber) et épisode 5 A Little Plot at Tranquil Valley (1972 - Walter McKay) de Jack Smight
- 1971-1975 : Columbo
  - Saison 1, épisode 3 Poids mort (Dead Weight, 1971) de Jack Smight : Harry Barnes
  - Saison 2, épisode 3 Le Grain de sable (The Most Crucial Game, 1972) de Jeremy Kagan : Ralph Dobbs
  - Saison 3, épisode 8 En toute amitié (A Friend in Deed, 1974) de Ben Gazzara : Artie Jessup
  - Saison 5, épisode 3 Jeu d'identité (Identity Crisis, 1975) de Patrick McGoohan : Louie
- 1972-1973 : L'Homme de fer (Ironside)
  - Saison 5, épisode 20 Le Talon d'Achille (Achilles' Heel, 1972) de Raymond Burr : Arnie Hummel
  - Saison 6, épisode 18 Love Me in December (1973) de Don Weis : McKay
- 1972-1974 : Cannon
  - Saison 1, épisode 18 Le Trésor de Saint Ignace (Treasure of San Ignacio, 1972) : Le prêteur sur gages
  - Saison 4, épisode 2 Le Tueur (The Hit Man, 1974) : Leo Crothers
- 1973-1974 : Barnaby Jones
  - Saison 2, épisode 8 The Deadly Prize (1973) et épisode 16 The Platinum Collection (1974) de Seymour Robbie : Andy Burns
  - Saison 3, épisode 6 Forfeit by Death (1974) de Leslie H. Martinson et épisode 10 Time to Kill (1974) de Leslie H. Martinson : Andy Burns
- 1973-1974 : Police Story
  - Saison 1, épisode 8 The Big Walk (1973) de Robert Day : Steve
  - Saison 2, épisode 10 Explosion (1974) : Sergent Mahler
- 1974 : Kojak, première série
  - Saison 1, épisode 11 La Reconnaissance de dettes (Marker to a Dead Bookie) : George Janis
- 1976-1977 : Baretta
  - Saison 2, épisode 15 Murder for Me (1976) de Curtis Harrington : Pogo
  - Saison 4, épisode 5 It's Hard but It's Fair (1977) de Jeannot Szwarc : Ray Carmona
- 1976-1978 : Switch
  - Saison 2, épisode 7 Gaffing the Skim (1976) : Irving Munn
  - Saison 3, épisode 19 Play-Off (1978) : Rosie Finniston
- 1977 : Starsky et Hutch (Starsky and Hutch)
  - Saison 2, épisode 25 Coupables ? (Starsky and Hutch Are Guilty : Capitaine Ryan
- 1977 : L'Homme de l'Atlantide (The Man from Atlantis)
  - Saison unique, épisode 9 Docteur Crawford et Mister Hyde (C. W. Hyde) : Lew
- 1977-1981 : Quincy (Quincy, M.E.)
  - Saison 2, épisodes 1 et 2 Snake Eyes, Parts I & II (1977) : Rawley Dinehart
  - Saison 3, épisode 20 Requiem for the Living (1978) : Carlo
  - Saison 6, épisode 15 Of All Sad Words (1981) : Aaron Zacharian
- 1984 : Le Juge et le Pilote (Hardcastle and McCormick)
  - Saison 2, épisode 9 Le Juge et l'Étudiante (It Coulda Been Worse, She Coulda Been a Welder) de Tony Mordente : Willie Lerner
- 1987 : Cagney et Lacey (Cagney & Lacey)
  - Saison 6, épisode 13 Favors d'Al Waxman : Rekubian
- 1988 : Vendredi 13 (Friday the 13th)
  - Saison 1, épisode 24 L'Étoile du shérif (Badge of Honor) : Russ Sharko
- 1989 : Clair de lune (Moonlighting)
  - Saison 5, épisode 11 Le Juré dissident (In 'N Outlaws) : M. Viola
- 1989 : Rick Hunter (Hunter)
  - Saison 5, épisode 19 Menaces autour du ring (Ring of Honor) de Fred Dryer : Ray Sullivan
- 1991-1996 : New York, police judiciaire (Law and Order)
  - Saison 2, épisode 1 Un flic assassiné (Confession, 1991) : Dan Madagan Sr.
  - Saison 7, épisode 7 Papa est parti (Deadbeat) : Max Schaeffer
- 1992 : Force de frappe (Counterstrike)
  - Saison 3, épisode 5 No Honour Among Thieves : Morey Lempke
- 1992 : Guerres privées (Civil Wars)
  - Saison 2, épisode 9 The Old Man and the « C » : Sol Lobell
- 2001 : Tribunal central (100 Centre Street), épisodes non spécifiés : Sal Gentile

#### Téléfilms
- 1966 : Un nommé Kiowa Jones (The Dangerous Days of Kiowa Jones) de Alex March
- 1971 : A Tattered Web de Paul Wendkos : Sergent Harry Barnes
- 1973 : Blood Sport de Jerrold Freedman : Frank Dorsdale
- 1977 : Stonestreet: Who Killed the Centerfold Model? de Russ Mayberry : Chuck Voit
- 1985 : Un tueur dans New York (Out of the Darkness) de Jud Taylor : Guido Pressano
- 1986 : Seule contre la mafia (Courage) de Jeremy Kagan : Pete Solto
- 1992 : Jeux d'influence (en) (Teamster Boss: The Jackie Presser Story) d'Alastair Reid : Salerno
- 1997 : Gold Coast de Peter Weller : Jimmy Capp

## Théâtre (sélection)

### À Broadway
- 1962 : Nowhere to Go but Up, comédie musicale, musique de Sol Berkowitz, lyrics et livret de James Lipton, mise en scène de Sidney Lumet : Un policier / Un journaliste / Anthony Baiello (doublure)
- 1964 : Cafe Crown, comédie musicale, musique d'Albert Hague, lyrics de Marty Brill, livret d'Hy Kraft :  Kaplan / Le petit officier
- 1969-1970 : The Front Page, pièce de Ben Hecht et Charles MacArthur : Diamond Louis

### Off-Broadway
- 1998-2000 : Over the River and Through the Woods de Joe DiPietro : Frank Gianelli